# Jégpajzs

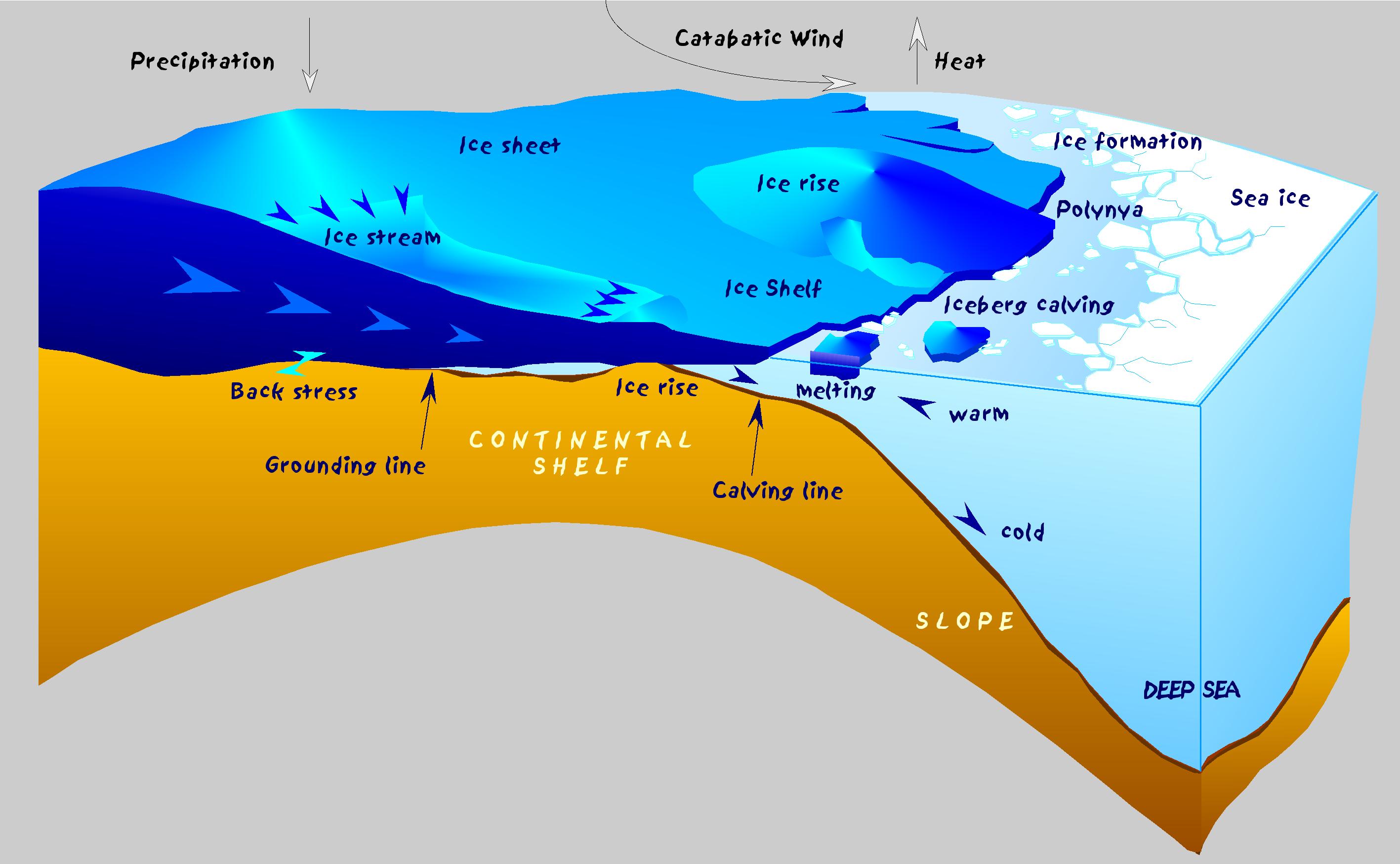
Az antarktiszi jégpajzsok, selfjegek és az úszó jég kapcsolata (vázlat)

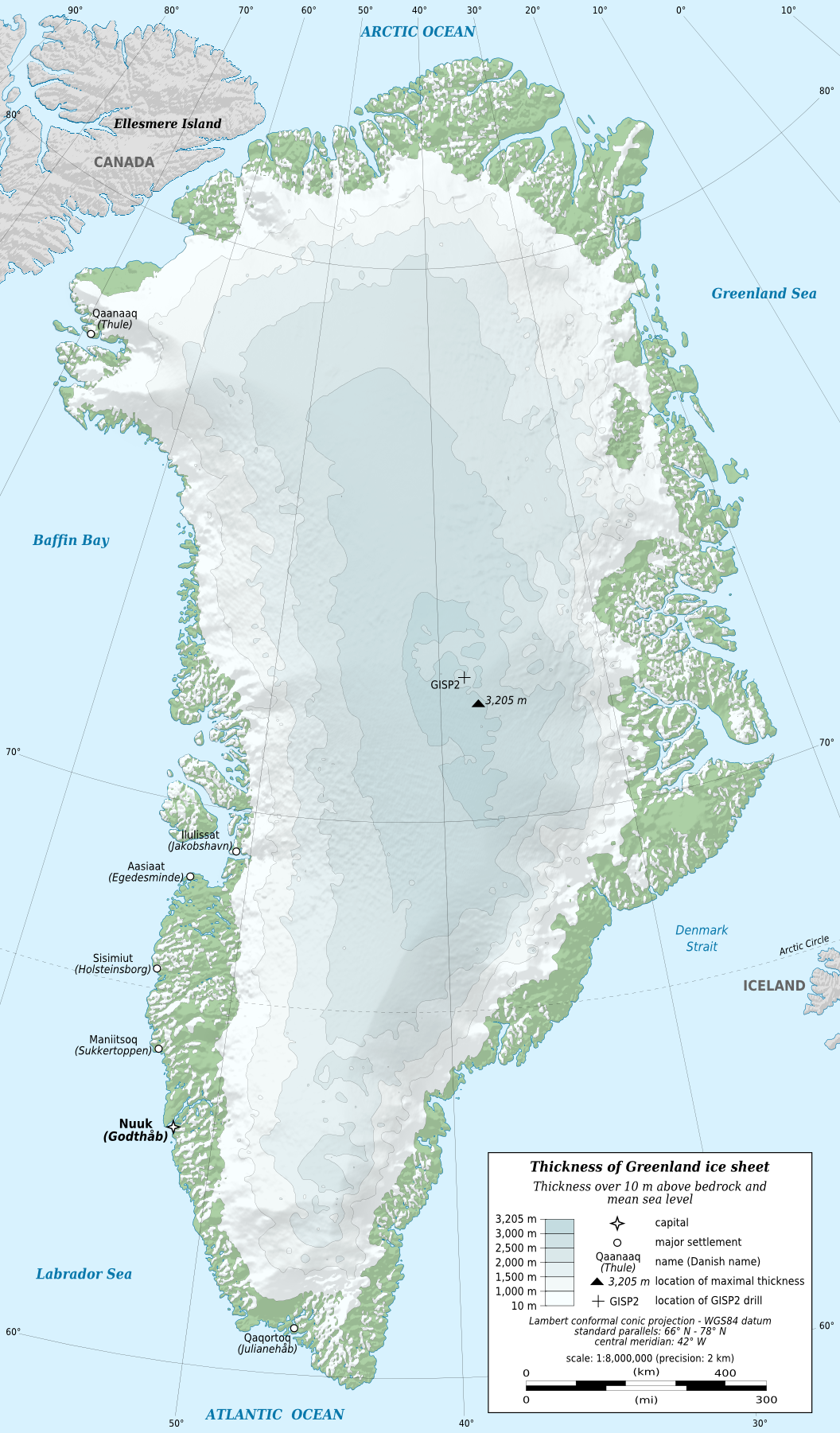
A Grönlandi jégpajzs vastagsága (m)

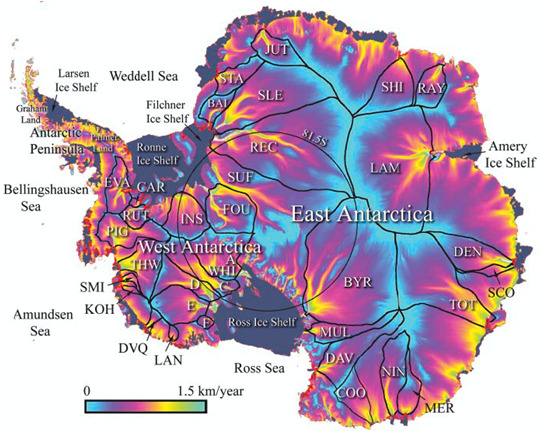
Az antarktiszi jég áramlása, a két jégpajzs és azok részegységei

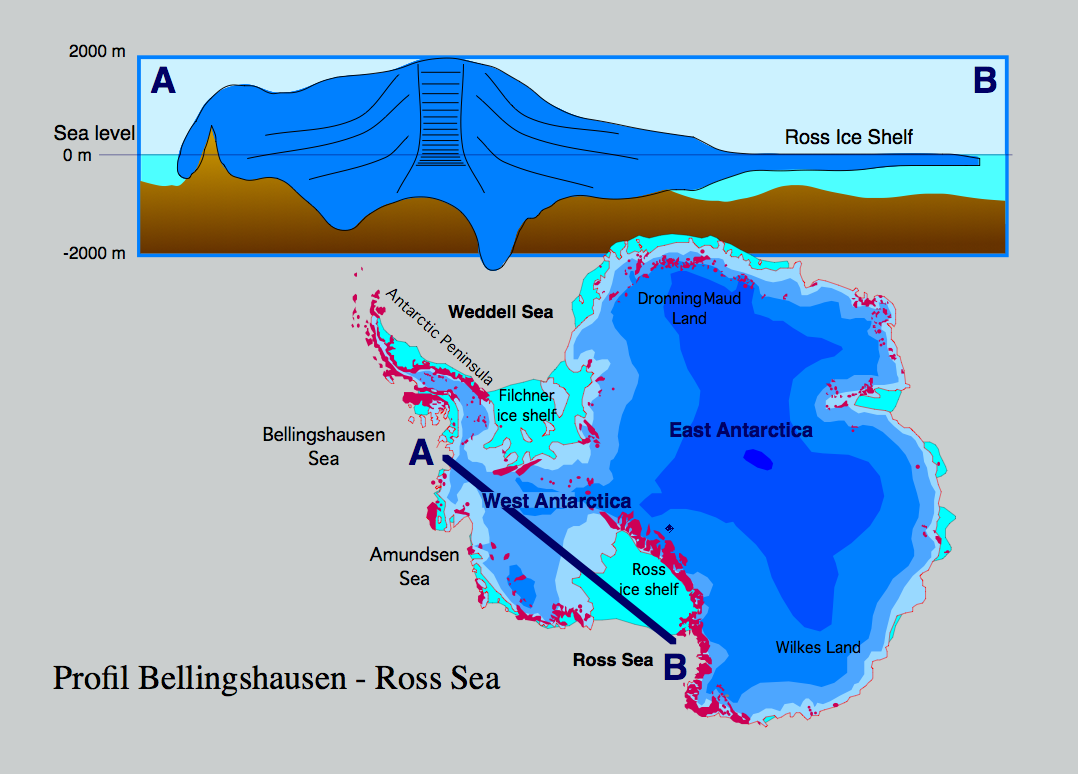
Az antarktiszi jég vastagsága, térkép és A–B szelvény. A térképen izononalak 1000 méterenként; a lilásvörös foltok az Antaktisz jégmentes oázisai (a kontinens területének 2,8 %-a)

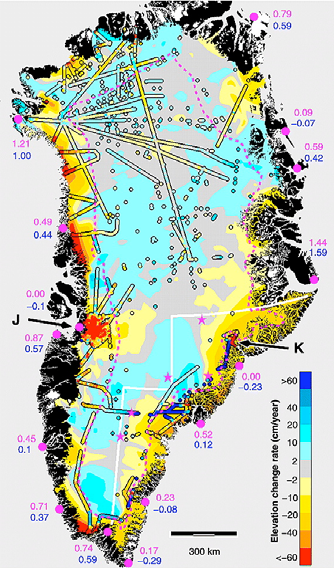
A Grönlandi jégpajzs vastagságának változása (év/cm)

A jégpajzsok a Föld nagy, egybefüggő részeit hosszú időn át borító jégtakarók. Kialakulásuk feltételei közt jelentős szerepet játszik a tartósan negatív évi középhőmérséklet, a nagy nyári felmelegedések hiánya és a szublimációnál több csapadék; lokálisan az endogén felfűtés (pl. hévforrások) hiánya. A jégpajzsok a szó tágabb értelmében lehetnek tengeriek vagy szárazföldiek. A tengeri jégpajzsokat magyarul selfjegeknek hívjuk (angolul: ice shelf). Ezek a tengermedence olyan részei, amelyen az a fenekéig befagyott; a vízen úszó, tartós, összefüggő jégfelület a jégmező. A szárazföldi jégpajzsokat gyakran belföldi jégtakaróknak nevezik. A magashegységek tetején előforduló, összefüggő eljegesedett területek a jégsapkák.

## Kialakulásuk, belső felépítésük
A szárazföldi jégpajzsok központi részét folyamatosan vastagítja a rá hulló csapadék, miközben peremük szinte a tenger szintjébe simul. Eképpen felszínük olyan, gigantikus lencsére emlékeztet, amelynek felső oldala domború, az alsó homorú. A magasság- és így nyomáskülönbség hatására a jég a központi részekről a peremek felé csúszik. Ez a folyamat a gleccserek mozgásához hasonló, de mindenirányú. A csúszó jégben (jórészt a jég alatti domborzat völgyeit követő) áramlási csatornák alakulnak ki, és ezekben a jég gyorsabban mozog, mint közöttük. A jégpajzs felszínpusztító munkája az exaráció (glaciális erózió); fenékmorénája a till. Aszerint, hogy a jég hány központból áramlik szét, az egységes jégfelületeket több jégpajzsra tagolják.
A földkérget a több ezer méter vastag jég jelentősen megterheli, ezért izosztatikusan megsüllyed, és a jégtakaró elolvadása után több száz métert is emelkedhet. Ez a folyamat igen lassú, amint ezt a Skandináv jégpajzs elolvadása után még napjainkban is emelkedő Baltikum példája mutatja.
A szárazföldi jég pusztításából kimaradó, a jégárból kiálló szirtek a nunatakok.

## Jelenkori jégpajzsok
A sarkvidékekhez közeli szárazföldek elhelyezkedésének megfelelően Földünk két nagy jégpajzsa a grönlandi és az antarktiszi. Kisebb jégpajzsok alakultak ki az Északi sarkvidéken a Spitzbergák északi és keleti részén, a Ferenc József-föld nagy részén, a Novaja Zemlja és a Szevernaja Zemlja északi részén, valamint a Baffin-föld északi (nagyobbik) felén.

### Antarktiszi jégpajzs
Az antarktiszi jégpajzsból a belföldi jégtakaró 12,5 millió km², ezzel csaknem teljesen beborítja a déli földrészt. Átlagos vastagsága kb. 2500 m, a maximum 4250 m. Többfelé jelentősen túlterjed a kontinens határain; a nagyobb tengeri részeknek külön nevük van:
- Ross-selfjég,
- Filchner-Ronne-selfjég:
  - Ronne-selfjég
  - Filchner-selfjég,
- Larsen-selfjég
- Campbell-selfjég,
- Wilkins-selfjég
- Amery-selfjég.

A pajzs tengerbe nyúló pereme a gleccserekhez hasonlóan borjadzik; a leszakadt jéghegyeket az Antarktiszi áramlás sodorja magával.
Az Antarktiszt borító jeget a szétáramlási központok alapján kétfelé tagolják:
- Kelet-antarktiszi jégpajzsra (ez a nagyobb) és
- Nyugat-antarktiszi jégpajzsra.

Főleg a Kelet-antarktiszi pajzs alatt a Föld belső hője többhelyütt kiolvasztotta a pajzs alját; ezeken a helyeken jég alatti tavak alakultak ki.

### Grönlandi jégpajzs
A Grönlandi jégpajzs pereme csak elvétve éri el a tengert a part erősen tagolt szakaszain. Területe 1,7 millió km², átlagvastagsága 1600 m, legfeljebb 3400 m. A pereme és a tenger között maradt sziklák a nunatakok.

## Jégpajzsok a földtörténeti múltban
A pleisztocén legutóbbi eljegesedése alatt Európa északi részén a Skandináv jégpajzs terpeszkedett. Ez legnagyobb kiterjedését, kb. 6 millió négyzetkilométert 29 000 éve, a Würm hidegcsúcs (angolul: Last Glacial Maximum, illetve LGM) idején érte el. Ekkor déli határa Közép-Angliától a Kárpátok vonaláig húzódott; a Kárpát-medencében egybefüggő jégtakaró sosem alakult ki.
Ebben az időben Észak-Amerika nagy részét három nagy, csaknem összeérő jégpajzs borította. Együttes területük elérte a 12  millió négyzetkilométert.